# Cystidiodontia
Cystidiodontia is een geslacht van schimmels behorend tot de familie Cystostereaceae. De typesoort is Cystidiodontia artocreas.

## Soorten
Volgens Index Fungorum bevat het geslacht drie soorten:
| Soortnaam                 | Auteur(s)                                | Publicatiejaar |
| ------------------------- | ---------------------------------------- | -------------- |
| Cystidiodontia artocreas  | (Berk. & M.A. Curtis ex Cooke) Hjortstam | 1983           |
| Cystidiodontia isabellina | (Berk. & Broome) Hjortstam & Ryvarden    | 1985           |
| Cystidiodontia laminifera | (Berk. & M.A. Curtis) Hjortstam          | 1990           |